# Bundespolizei (Duitsland)

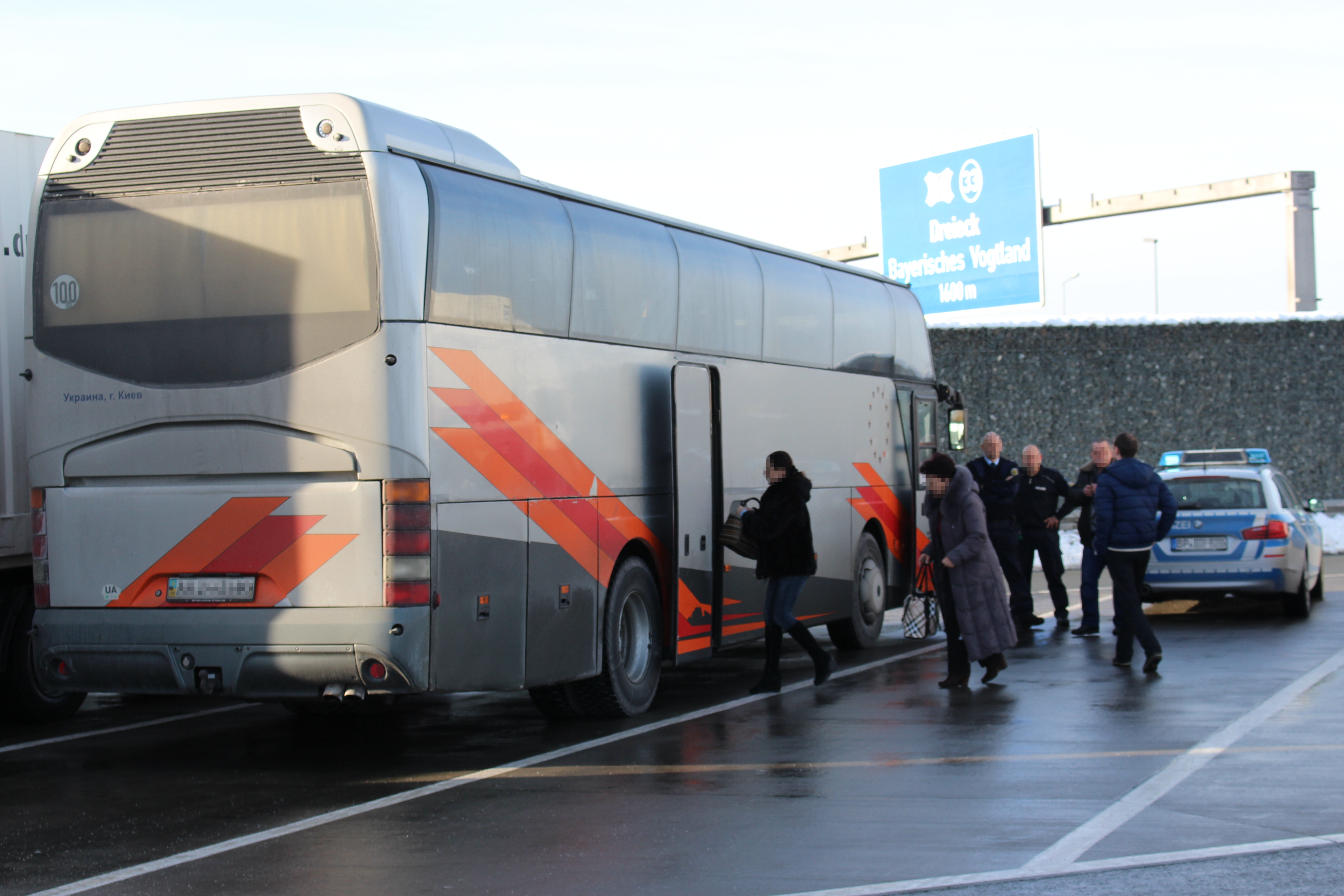
Controle door de Bundespolizei] (2015)

De Bundespolizei (BPOL) is de Duitse federale politiedienst. De Bundespolizei is voortgekomen uit de Bundesgrenzschutz, die in 1951 was opgericht. In 2005 kreeg de Bundespolizei haar huidige naam. De Bundespolizei valt onder het Duitse ministerie van Binnenlandse Zaken en heeft haar hoofdkantoor in Potsdam.
De Bundespolizei wordt ingezet bij grenscontroles, als spoorwegpolitie, bij de bewaking van vliegvelden en ze ondersteunt de deelstaten bij de inzet van oproerpolitie. Ook wordt zij ingezet bij de beveiliging van instellingen van de Bondsregering. Ook de antiterreureenheid GSG 9 valt onder de Bundespolizei.
- Gemeinsame Normdatei: 10109724-4
- International Standard Name Identifier: 0000 0004 0554 9270
- Library of Congress Control Number: nb2011014283
- Virtual International Authority File: 240011738